# Рассел, Уильям (лорд-мэр)
Сэр Уильям Рассел (англ. William Russell; род. 15 апреля 1965, Лондон) — британский финансист, лорд-мэр Лондона (2019/2021).
Шерифа лондонского Сити (2016/2017), он был избран лорд-мэром в 2019 году. В ноябре 2020 года в связи с пандемией COVID-19 его полномочия были продлены на год. Это был первый случай переизбрания лорд-мэра на второй срок с 1861 года.
С 2013 года Рассел является олдерменом лондонского Сити и занимает должность мастера « Haberdashers' Company » на период 2024/25 года.

## Ссылки

Герб лорд-мэра Рассела
Герб мастера-галантерейщика Рассела

## Звания
- — Рыцарь-бакалавр (2022)
- — Кавалера oрденa Святого Иоанна (2019).